# Stanfordexperimentet

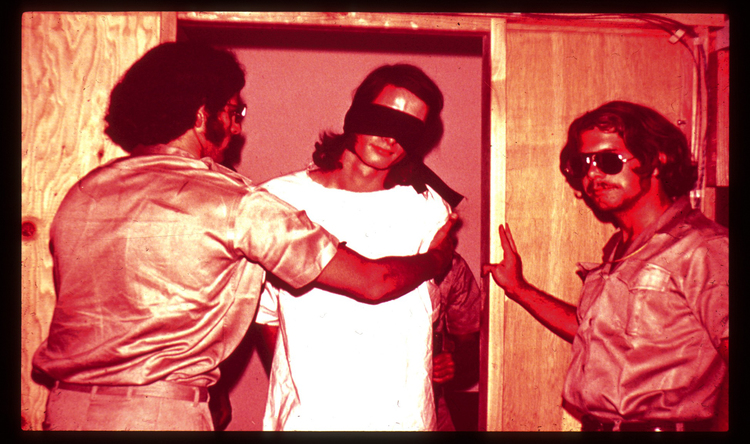
Två "vakter" med en fånge med ögonbindel.

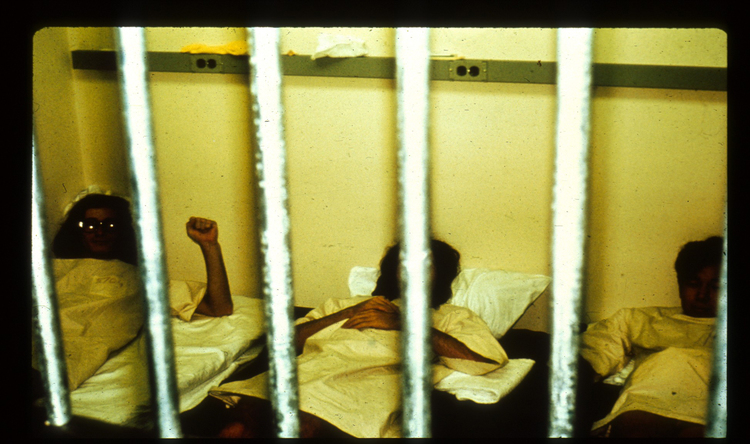
En grupp "fångar" i en cell.

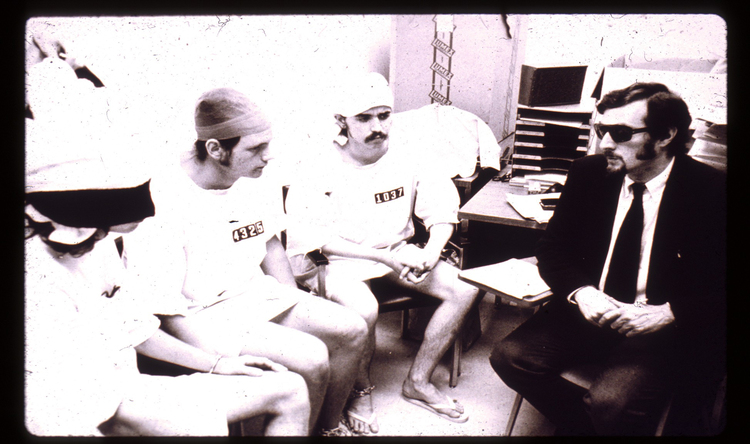
"Fångar" och Philip Zimbardo.

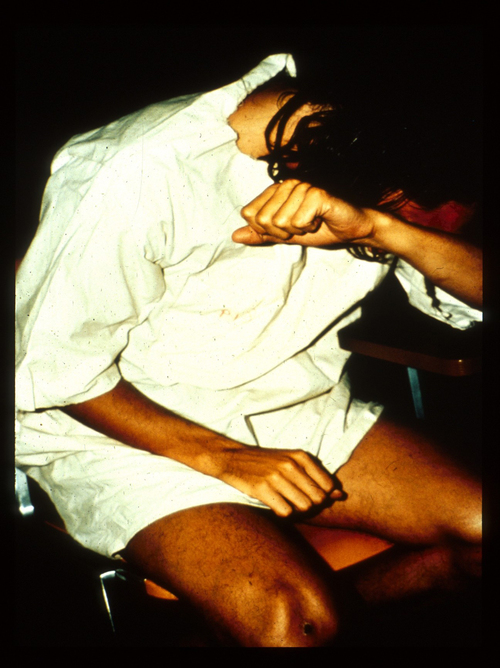
En "fånge" bryter ihop.

Stanfordexperimentet var ett socialpsykologiskt experiment som sades undersöka de psykologiska effekterna av upplevd makt, med fokus på kampen mellan fångar och fångvaktare.
Experimentet, som genomfördes med studenter vid Stanford University i augusti 1971, är känt för att ha visat hur lätt enskilda individer kan bli sadistiska om de hamnar i en sadistisk miljö.
Kritiker av experimentet har dock påpekat att vakterna innan experimentet instruerades att bete sig sadistiskt, och att vakterna trodde att sadismen var nödvändig för studien.
Senare forskning har inte lyckats återskapa stanfordexperimentets slutsatser. 

## Bakgrund
Syftet med experimentet var att studera hur människan agerar i fångenskap och hur sociala roller påverkar ens beteende. Experimentet genomfördes av en grupp forskare ledda av Philip Zimbardo och finansierades av den amerikanska flottan. Flottan hoppades finna orsaker till konflikter som uppstått i fängelser och inom amerikanska marinkåren.

## Utförandet
Experimentet gjordes på studenter (som frivilligt anmält sig).
Deltagarna blev slumpmässigt utsedda till antingen fångar eller fångvaktare i ett tillfälligt fängelse i universitetets källare. 
Det visade sig att deltagarna snabbt anpassade sig till sina givna roller som fånge eller fångvaktare. En tredjedel av fångvaktarna bedömdes ha genuint sadistiska tendenser, och många av fångarna kom att finna sig i att bli förnedrade. Under experimentets andra dag revolterade dock fångarna. Experimentet gick snabbt överstyr och fick avbrytas på den sjätte dagen, vilket var tidigare än planerat. 

## Kritik mot experimentet
Experimentet har kritiserats för att ha varit oetiskt och för att ha varit ovetenskapligt.

## Ny aktualitet
Efter skandalen i Abu Ghurayb-fängelset 2004, där fångvaktare förnedrat fångar, skrev Philip Zimbardo om detta och drog paralleller till sitt experiment i boken The Lucifer Effect: Understanding How Good People Turn Evil (2007).

## Filmer
Experimentet inspirerade till den tyska filmen Experimentet (2001) och dess amerikanska nyinspelning, The Experiment, från 2010. Det har även inspirerat till teaterpjäsen "Experiment X" som hade premiär 2013. Filmen The Stanford Prison Experiment (2015) är baserad på de verkliga händelserna från experimentet. Den har hyllats och bland annat vunnit priser på Sundance Film Festival.

## Lucifereffekten
Lucifereffekten är ett uttryck skapat av den amerikanska socialpsykologen och professorn Philip Zimbardo i boken The Lucifer Effect: Understanding How Good People Turn Evil. Uttrycket blev ett begrepp efter Stanfordexperimentet. Det visade hur enskilda individer genom att anta ett "vi och de"-tänkande kan överväldigas av ondskan om de ingår i ondskefulla sociala system och därefter utföra tortyr, censur och kränkningar av människors privatliv. Grunden för uttrycket är att kasta ljus på hur människors personlighet till stor del formas efter de roller de blir tilldelade eller väljer att anta själv.